# Mascote
Mascote es un municipio brasileño del estado de Bahía. Se localiza a una latitud 15º33'47" sur y a una longitud 39º18'09" oeste, estando a una altitud de 43 metros. Su población estimada en 2004 era de 13 997 habitantes.
Posee un área de 711,762 km². 
Su economía gira en torno a la agronomía, con producción de cacao y de ganado bovino principalmente. 